# لکرکوه
لکرکوه، یک رشته کوه از توابع بخش مرکزی، شهرستان راور در استان کرمان ایران است. ابشار مکی در این رشته کوه قرار دارد.

## جمعیت
دراین آبادی روستاهای مکی و ابدرجان قرار دارد و براساس سرشماری مرکز آمار ایران در سال ۱۳۹۵، خالی از سکنه دائم بوده است.